# 1922 (filme)
1922 é um filme de 2017 do gênero drama-horror escrito e dirigido por Zak Hilditch. Foi baseado no conto 1922 do livro escuridão total sem estrelas de Stephen King. O seu lançamento ocorreu em 20 de outubro na Netflix.

## Enredo
Em 1922, um fazendeiro conspira em matar sua esposa após a mesma demonstrar interesse em vender partes das terras do casal e se mudar com a família para a cidade grande. Após convencer o filho adolescente a participar do ato e assim ser o definitivo proprietário de todas as terras do casal, eles executam a mulher Arlete, porém a morte dela se torna uma verdadeira maldição. Com isso e após anos sofrendo com a maldição escreve uma carta de confissão do seu erro.

## Elenco
- Thomas Jane como Wilfred James
- Dylan Schmid como Henry James
- Molly Parker como Arlette James
- Neal McDonough como Harlan Cotterie
- Brian d'Arcy James como Xerife Jonas

## Recepção
No agregador de críticas dos Estados Unidos Rotten Tomatoes, na pontuação onde a equipe do site categoriza as opiniões da grande mídia e da mídia independente apenas como positivas ou negativas, o filme tem um índice de aprovação de 91% calculado com base em 44 comentários dos críticos. Por comparação, com as mesmas opiniões sendo calculadas usando uma média aritmética ponderada, a nota alcançada é 6.90/10 que é seguida do consenso: "Graças à narrativa paciente do diretor Zak Hilditch e ao forte trabalho do protagonista Thomas Jane, 1922 está entre as adaptações de Stephen King mais satisfatórias".
Já no outro agregador também dos Estados Unidos, o Metacritic, que calcula as notas usando somente uma média aritmética ponderada de críticos que escrevem em maioria apenas para a grande mídia, o filme tem 8 avaliações da imprensa anexadas no site e uma pontuação de 70 entre 100, com a indicação de "revisões geralmente favoráveis".